# Liealgebrakohomologi
Inom matematiken är Lie algebrakohomologi en kohomologiteori för Liealgebror. Den definierades i Chevalley och  Eilenberg (1948) för att ge en algebraisk konstruktion av kohomologin av det underliggande topologiska rummet av kompakta Liegrupper. I artikeln ovan definieras ett specifikt komplext, Koszulkomplexet, för en modul över en Liealgebra och dess kohomologi definieras på de normala viset.